# Aristea juncifolia
Aristea juncifolia là một loài thực vật có hoa trong họ Diên vĩ. Loài này được Eckl. ex Baker miêu tả khoa học đầu tiên năm 1876.